# Dimos Tempi
Dimos Tempi (Tempi) är en kommun i Grekland.   Den ligger i prefekturen Nomós Larísis och regionen Thessalien, i den centrala delen av landet, 230 km norr om huvudstaden Aten. Antalet invånare är 15 439. Arean är 577 kvadratkilometer.
Terrängen i Dimos Tempi är bergig norrut, men söderut är den kuperad.